# Newport (Ilha de Wight)
Newport é a capital da Ilha de Wight, localizada ao sul da costa da Inglaterra.Sua população é estimada em 26,109 pessoas em 2022.
1. ↑  «South East England (United Kingdom): Counties and Unitary Districts & Settlements - Population Statistics, Charts and Map». www.citypopulation.de. Consultado em 16 de março de 2023